# Line of Sight: Vietnam
Line of Sight: Vietnam – strzelanka pierwszoosobowa wyprodukowana przez nFusion Interactive i wydana przez Infogrames. Po wydaniu Deadly Dozen oraz Deadly Dozen: Pacific Theater producent nFusion Interactive ponownie stworzył grę w realiach wojennych. Tym razem przenosimy się do Wietnamu. Pod kontrolą mamy 4 osobowy oddział. Gra podzielona jest na 12 misji.

## Fabuła
W grze przenosimy się do roku 1968. Terenem działania jest ogarnięty konfliktem Wietnam. Amerykańska armia wysyła tam młodego snajpera Chrisa Egana z 5 Oddziału Sił Specjalnych lepiej znanych jako Zielone Berety. Zadaniem jego i jego drużyny jest dezorganizacja struktur wroga, eliminacja wyższych rangą żołnierzy, odkrywanie pozycji Vietcongu.

## Demo
Na oficjalnej stronie gry można ściągnąć demo, które zawiera tutorial, 1 poziom (trzeci) oraz wszystkie 4 tryby gry wieloosobowej. Wielkość dema to 170 MB.